# 布兰热勒
布兰热勒（法語：Blingel，法語發音：[blɛ̃ʒɛl]）是法国上法蘭西大區加来海峡省的一个市镇，属于蒙特勒伊区。

## 地理
布兰热勒（50°24'31"N, 2°8'52"E）面积3.17 平方千米，位于法国上法蘭西大區加来海峡省，该省份为法国北部沿海省份，西北濒北海，南至索姆省，东临北部省。
与布兰热勒接壤的市镇（或旧市镇、城区）包括：泰努瓦斯河畔布朗日、安库尔、罗朗库尔、埃克利默。

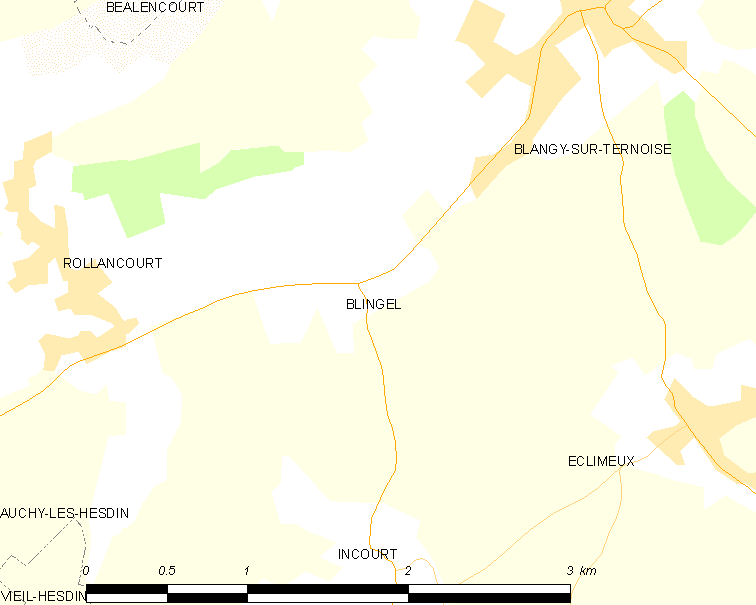
布兰热勒的OSM定位图

布兰热勒的时区为UTC+01:00、UTC+02:00（夏令时）。

## 行政
布兰热勒的邮政编码为62770，INSEE市镇编码为62142。

## 政治
布兰热勒所属的省级选区为欧克西堡县。

## 人口

1962-2008年间布兰热勒人口变化图示

布兰热勒于2022年1月1日时的人口数量为159人。